# Alexander Pöllhuber
Alexander Pöllhuber (Salisburgo, 30 aprile 1985) è un ex calciatore austriaco, di ruolo difensore. È il fratello gemello del calciatore Peter Pöllhuber.

## Palmarès
- Campionato di Erste Liga: 1

Altach: 2013-2014